# Екзейвиър Уудс
Остин Уотсън (родн на 4 септември 1986) е американски професионален кечист, настоящо подписал с WWE под сценичното име Екзейвиър Уудс. Той е чст от Нов Ден, заедно с Биг И и Кофи Кингстън, двукратните Отборни шампиони на Първична сила.
Преди това той работи за TNA като Значимия Крийд, и беше Световен отборен шампион на TNA с Джей Литал като Смъртоносните последици. Той също е работил за NWA Anarchy и други независими компании под името Остин Крийд.

## В кеча
- Финални ходове
  - Като Екзейвиър Уудс
    - Culture Shock[6] (Diving DDT)[7] – 2010 – 2011; използван като нормален ход
    - Lost in the Woods[4] (Inverted stomp facebreaker)[8] – 2013 –
    - Shining Wizard[9] – 2015 –
    - Торнадо Де Де Те[10][11] – 2011 – 2013; използван като ключов ход

  - Като Остин Крийд/Значимия Крийд
    - ACT – Austin Creed Test[12] (Diving DDT)[13] – 2010
    - CreeDDT[14][15] (Hammerlock legsweep DDT)[16][17] – 2007 – 2008
    - Fireman's carry cutter[13][18][19] – 2009 – 2010; използван като ключов ход през 2008
    - MontiFisto[1] (Три леви удара, последвани, от шпагати, последвани от Дясно кроше)[20] – 2005 – 2007; използван като ключов ход през 2008 – 2010
- Ключови ходови
  - Като Екзейвиър Уудс
    - Падащ лист
    - Преден падащ лист[21][11]
    - Headscissors takedown[8][11]
    - Honor Roll[4][5] (Rolling thunder саблен удар)[22][21][8]
    - Reverse suplex slam
    - Плъзгащ саблен удар
    - Плъзгащ обратен STO
    - Somersault plancha
    - Springboard tornado DDT

  - Като Остин Крийд/Значимия Крийд
    - Arm drag[1][23]
    - Cradle back-to-belly piledriver[19]
    - Diving fist drop[24]
    - Military press double knee gutbuster[25]
    - Дясно кроше[24]
    - Rolling thunder саблен удар[19][25]
    - Springboard one-handed bulldog[19][26]
    - Swinging cradle suplex[16][27]
- С Джей Литал
  - Отборни финални ходове
    - Fireman's carry cutter (Крийд) последван от diving elbow drop (Литал)[18]

  - Отборни ключови ходове
    - Military press (Литал)/Springboardone-handed bulldog (Крийд) комбинация[18]
    - Вертикален суплекс (Литал)/Diving crossbody (Крийд) комбинация[26]
- С Новия Ден
  - Отборни финални ходове
    - Midnight Hour (Diving DDT (Кингстън или Уудс) и Големият Завършек (Големият И) комбинация)[28]
    - Pendulum backbreaker (И, Кингстън или Уудс)/Diving double foot stomp (Кингстън или Уудс) комбинация)[29][30][31][32][33]

  - Двойни/тройни отборни ключови ходове
    - Unicorn Stampede (Многократни ритници на седнал опонент в ъгъла на ринга)
- Прякори
  - „Страхотния“[1]
  - „Къдравия“[1]
  - „Страхотно значимия“[24]
  - „Значимия“[1]
  - „Отличника“[12]
- Входни песни
  - „Living in America“ на James Brown[34] (TNA/Независимите компании)
  - „Consequences“ на Dale Oliver[35] (TNA)
  - „Get Funky“ на 5 Alarm Music (NXT)
  - „Somebody Call My Momma“ на Джим Джонстън[21] (WWE; 25 ноември 2013 – 30 май 2014)
  - „Who's the Man?“ на CFO$ (WWE; 30 май 2014 – 26 септември 2014)
  - „New Day, New Way“ на Джим Джонстън (28 ноември 2014–; използвана като част от Нов Ден)[36]

## Шампионски титли и отличия
- Deep South Wrestling
  - Шампион в тежка категория на DSW (1 път)[37]
- East Coast Wrestling Association
  - Шампион на Турнира Супер 8 на ECWA (2010)[38]
- Florida Championship Wrestling
  - Отборен шампион на Флорида на FCW (1 път) – с Уес Бриско[39]
- NWA Anarchy
  - Отборен шампион на NWA Anarchy (1 път) – с Хейден Йънг[40]
  - Най-популярна звезда (2006)
- Pro Wrestling Illustrated
  - Отбор на годината (2015) с Големият И и Кофи Кингстън
  - PWI го класира като #77 от топ 500 индивидуални кечисти на PWI 500 през 2015[41]
- Rolling Stone
  - Обновяване на годината (2015)[42]Като член на Нов Ден
  - Вторите най-добри злодей (2015)[43]Като член на Нов Ден
  - Суперзвезда на WWE на годината (2015)[42]Като член на Нов Ден
- Total Nonstop Action Wrestling
  - Световен отборен шампион на TNA (1 път) – с Джей Литал[44]
- Wrestling Observer Newsletter
  - Най-добър образ на годината (2015) Нов Ден[45]
- WWE
  - Отборен шампион на Първична сила (4 пъти) – с Биг И и Кофи Кингстън[46]
  - Отборен шампион на Разбиване (7 пъти) – с Кофи Кингстън и Биг И
  - Крал на ринга (2021)
  - Шампион на 2К на WWE (2015)
- WWE NXT
  - Отборен шампион на NXT (1 път) – с Кофи Кингстън